# 村上遙
村上 遥（むらかみ はるか、1969年12月3日 - ）は、日本のタレント、元Mi-Keのメンバー（コーラス担当）。村上遥は芸名であり、本名は異なる。

## 来歴
神奈川県出身。フェリス女学院大学卒業。大学2年生の時にスカウトされ、1989年6月に舞台『The Soldier』でデビュー。1990年、テレビ東京のドラマスペシャル『恵子！ゴールが見えるよ…』でドラマデビュー。デビュー当初はスターダストプロモーションに所属していた。
1990年、B.B.クィーンズの音楽コーラス隊として宇徳敬子、渡辺真美らと共に参加。
1991年、Mi-Keの「想い出の九十九里浜」でデビューし、各賞の最優秀新人賞を総ナメにする。その後もコンスタントにシングルとアルバムをリリースし、歌番組等に出演。「悲しきテディ・ボーイ」などのミュージック・ビデオでは演技もしている。
1993年、Mi-Keの現状最後のシングル「Please Please Me, LOVE」、現状最後のアルバム『永遠のリバプールサウンド〜Please Please Me, LOVE.』をリリースした後は活動停止状態となる。その後、ソロで様々な番組に出演。同年、アルバム『ROYAL STRAIGHT SOUL II』に参加（M-3「MY GIRL」、同曲には渡辺真美も参加）。
2002年12月20日、Mi-Keの初のベストアルバム『complete of Mi-Ke at the BEING studio』、『Mi-Ke CLIPS』がリリースされた。
後に沖縄県へ移住。結婚しており、娘がいる。本人のブログには、娘の写真画像と記事がたびたび掲載されている。

## 出演番組

### テレビドラマ
- ドラマスペシャル 恵子！ゴールが見えるよ…（1990年、テレビ東京）
- ラブの贈りもの（1996年、TBS） - 吉岡信子 役

### テレビ番組
- NO.（テレビ朝日） - ナレーター
- 天才・たけしの元気が出るテレビ!!（1993年10月 - 1995年9月、日本テレビ）
- 素敵にこだわり（1995年 - 1997年、テレビ東京）
- 日立 世界・ふしぎ発見!（1996年 - 1998年、TBS）

### ラジオ番組
- ミュージックスクエア（1996年10月 - 1997年3月、NHK-FM） - 金曜日担当
- JAS POP LOUNGE（TOKYO FM）